# Långsjön (Almunge socken, Uppland)
Långsjön är en sjö i Uppsala kommun i Uppland och ingår i Norrströms huvudavrinningsområde. Sjön är 8,2 meter djup, har en yta på 0,549 kvadratkilometer och befinner sig 9,1 meter över havet. Sjön avvattnas av vattendraget Sävjaån (Funboån). Vid provfiske har bland annat abborre, asp, björkna och braxen fångats i sjön.

## Delavrinningsområde
Långsjön ingår i det delavrinningsområde (664210-162361) som SMHI kallar för Utloppet av Långsjön. Medelhöjden är 21 meter över havet och ytan är 5,35 kvadratkilometer. Räknas de 3 avrinningsområdena uppströms in blir den ackumulerade arean 152,66 kvadratkilometer. Sävjaån (Funboån) som avvattnar avrinningsområdet har biflödesordning 3, vilket innebär att vattnet flödar genom totalt 3 vattendrag innan det når havet efter 115 kilometer. Avrinningsområdet består mestadels av skog (77 procent). Avrinningsområdet har 0,53 kvadratkilometer vattenytor vilket ger det en sjöprocent på 9,9 procent.

## Fisk
Vid provfiske har följande fisk fångats i sjön:
- Abborre
- Asp
- Björkna
- Braxen
- Gädda
- Gärs
- Gös
- Mört
- Sarv
- Sutare